# Mboke
Mboke est un village du Cameroun situé dans la région du Sud et le département de l'Océan. Il fait partie de la commune de Lokoundjé. Le village est localisé dans le Massif forestier du Lokoundje – Nyong.

## Population
Lors du recensement de 2005, le village comptait 425 habitants dont 211 hommes et 214 femmes, principalement des Bakoko et des Bassa.